# Wuling Air EV
Wuling Air EV – elektryczny mikrosamochód produkowany pod chińską marką Wuling od 2022 roku.

## Historia i opis modelu

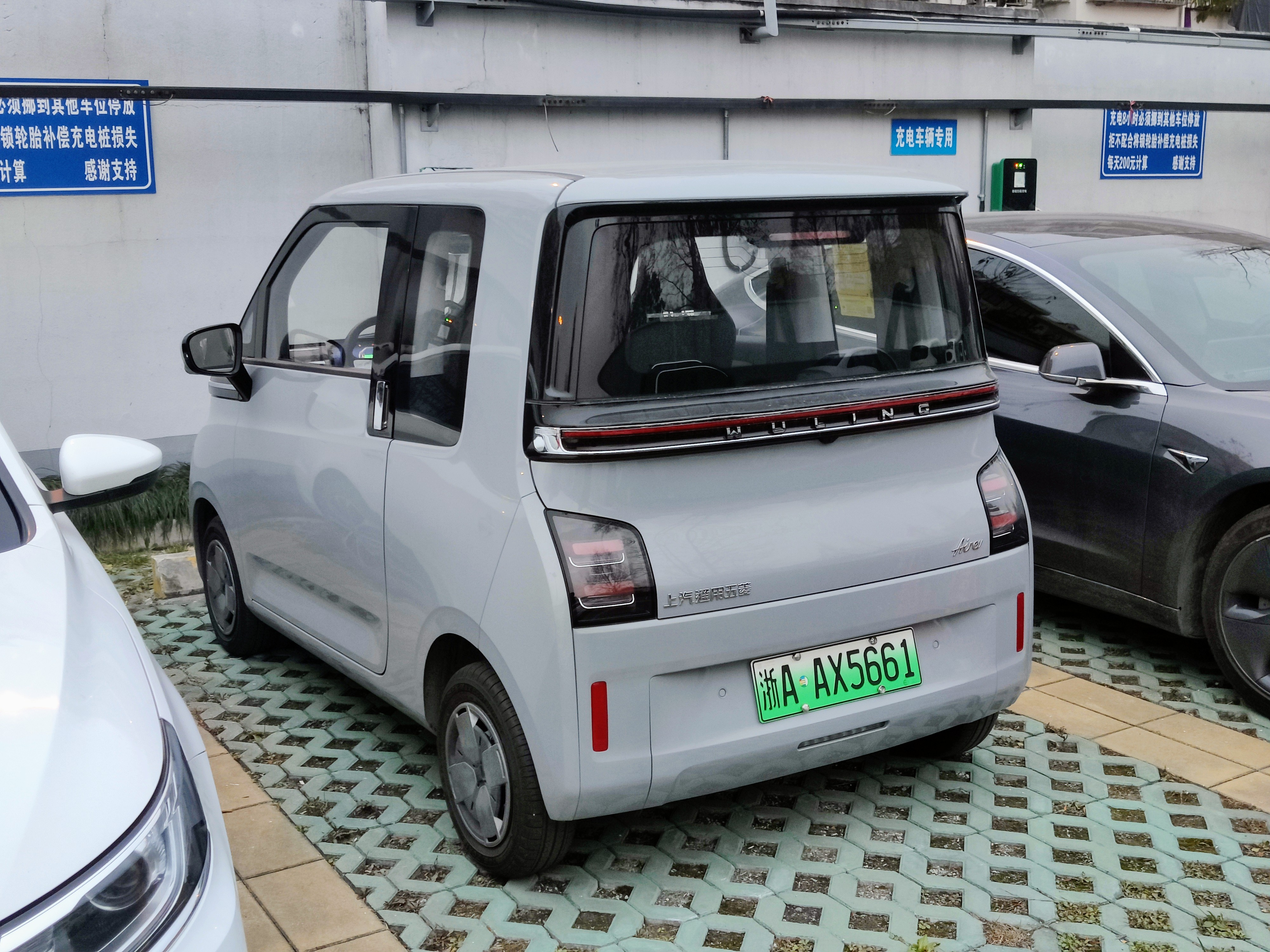
Wuling Air EV - tył

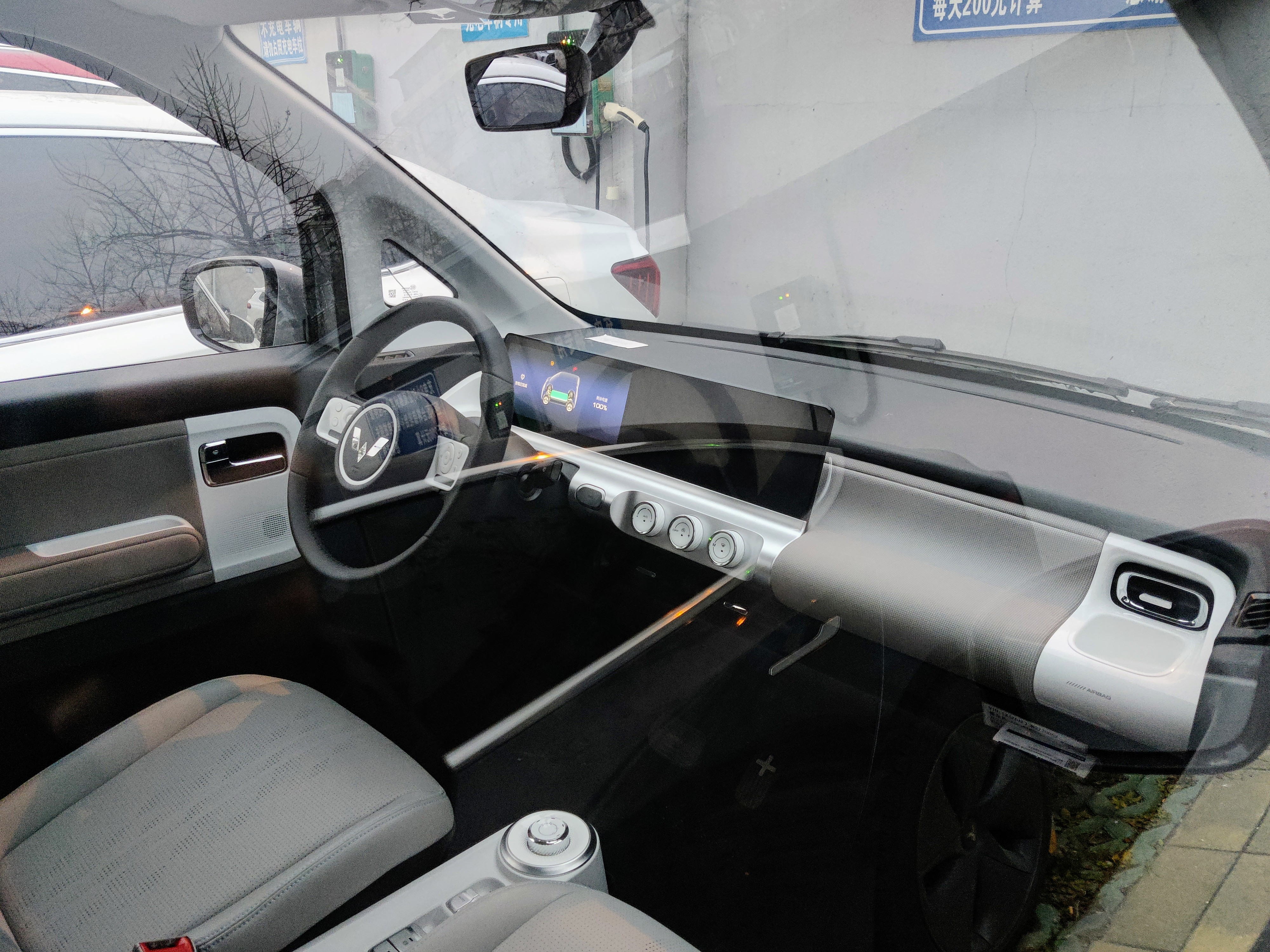
Wuling Air EV - kokpit

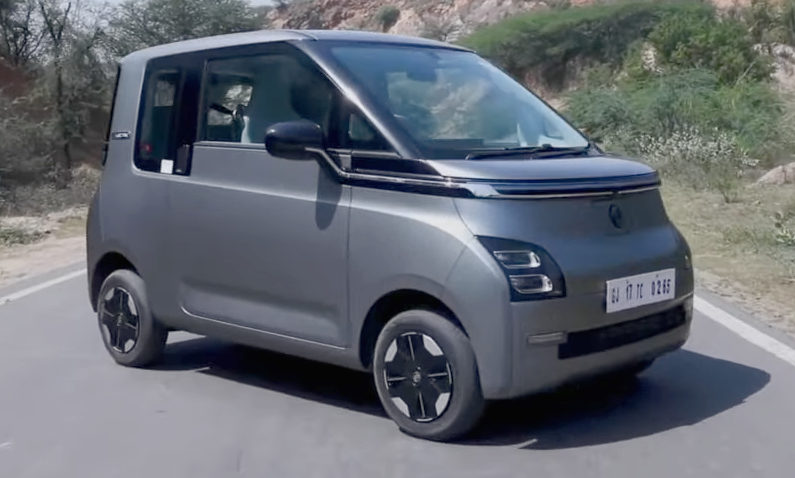
indyjskie MG Comet EV

Na początku czerwca 2022 Wuling przedstawił swój kolejny model z gamy elektrycznych, miejskich mikrosamochodów. Air EV przyjął postać futurystycznie stylizowanego 3-drzwiowego hatchbacka z charakterystyczną listwą LED dominuącą pas przedni, a także nieregularnie ukształtowaną linią szyb z pionowo ukształtowaną klamką. Samochód oparto na platformie sojuszu SAIC-GM-Wuling, wspóldzieląc ją z modelami Hongguang Mini EV i Baojun KiWi EV.
Kabina pasażerska utrzymana została w minimalistycznym, prostym wzornictwie zdominowanym przez jasne materiały. Wuling Air EV opracowany został w dwóch wariantach wielkości nadwozia – podstawowa odmiana umożliwia pomieszczenie 2 pasażerów, z kolei wydłużona dzięki większemu rozstawowi osi pozwala wygospodarować przestrzeń dla kolejnych dwóch pasażerów w drugim rzędzie siedzeń.

### Sprzedaż
W przeciwieństwie do modeli Hongguang Mini EV i Nano EV, Wuling Air EV powstał z myślą o sprzedaży także poza rodzimym rynkiem chińskim. Co więcej, jako pierwszy model tej firmy samochód najpierw zadebiutował na rynku indonezyjskim, gdzie ogłoszono plany nie tylko lokalnej sprzedaży jako pierwszego modelu napędzanego prądem, ale i produkcji w zakładach w Bekasi. Chińska odmiana Aira EV zadebiutowała pół roku po premierze w Indonezji, trafiając do sprzedaży w połowie grudnia 2022. W marcu 2023 pod nazwą MG Comet EV elektryczny mikrosamochód miał swój rynkowy debiut na kolejnym dużym rynku, indyjskim, z uwzględnieniem lokalnej produkcji.

### Dane techniczne
Wuling Air EV to samochód elektryczny, który wyposażony został w silnik o mocy 40 KM. Przystosowany do poruszania się w miejskich warunkach pojazd może rozpędzić się maksymalnie do 100 km/h, a niewielkie średnie prędkości mają pozwolić na osiągnięcie maksymalnego zasięgu do 300 kilometrów. Pozwala na to akumulator o pojemności trakcyjnej 28,4 kWh.